# Тюлькой
Тюлько́й (чув. Ҫӗнӗ Туҫа) — деревня в Канашском районе Чувашской Республики России. Входит в состав Среднекибечского сельского поселения.

## География
Деревня находится в центральной части Чувашии, в пределах Чувашского плато, в зоне хвойно-широколиственных лесов, вблизи истока реки Яндоушки, при автодороге 97К-020, на расстоянии примерно 20 километров (по прямой) к северо-востоку от города Канаша, административного центра района. Абсолютная высота — 179 метров над уровнем моря.

### Климат
Климат характеризуется как умеренно континентальный, с продолжительной снежной зимой и тёплым летом. Среднегодовая температура воздуха — 3 °С. Средняя температура воздуха самого тёплого месяца (июля) — 18,7 °C (абсолютный максимум — 37 °C); самого холодного (января) — −13 °C (абсолютный минимум — −42 °C). Безморозный период длится около 143 дней. Среднегодовое количество осадков составляет около 490 мм, из которых 340 мм выпадает в тёплый период.

### Часовой пояс
Деревня Тюлькой, как и вся Чувашия, находится в часовой зоне МСК (московское время). Смещение применяемого времени относительно UTC составляет +3:00.

## Население
| 2010 | 2012 |
| ---- | ---- |
| 55   | →55  |

### Половой состав
По данным Всероссийской переписи населения 2010 года в гендерной структуре населения мужчины составляли 41,8 %, женщины — соответственно 58,2 %.

### Национальный состав
Согласно результатам переписи 2002 года, в национальной структуре населения чуваши составляли 97 % из 68 чел.